# مورگان‌تاون، شهرستان آکتیبها، میسیسیپی
مورگان‌تاون (به انگلیسی: Morgantown) یک منطقهٔ مسکونی در ایالات متحده آمریکا است که در میسیسیپی واقع شده‌است. مورگان‌تاون ۹۳٫۸۸ متر بالاتر از سطح دریا قرار دارد.